# Leptotrophon minirotundus
Leptotrophon minirotundus is een slakkensoort uit de familie van de Muricidae. De wetenschappelijke naam van de soort is voor het eerst geldig gepubliceerd in 1986 door Houart.